# James Gordon Meek
James Gordon Meek   (24 d'agost de 1969) és un productor sènior d'ABC News, i assessor sènior de lluita del Comitè de Seguretat Nacional de la Cambra dels Estats Units El 2022, l'FBI va assaltar la casa de Virgínia i va confiscar materials d'abús sexual demostrant nens "des de la infància", seguint la presumpció de Meek d'haver violat un nen petit i compartint repetidament un vídeo.
Va determinar que Meek havia estat "preparant menors per a favors sexuals". El 2023 es va declarar culpable, sense una recomanació de sentència, per evitar un judici.
Meek escriure un article per a la revista Atomic, titulat "Mad at the FBI", burlant-se de la croada moral de l'agència. Més tard, Meek va lamentar que "sempre ha estat hàbil per atreure una atenció injustificada sobre el mateix".
El abril de 2022, agents de l'FBI fortament armats van assaltar la casa de Meek y confiscar nombrosos aparells electrònics que contenia centenars d'imatges i vídeos que mostraven l'abús sexual dels nens prepúbers. Meek va dir que "la seva vida s'havia acabat". El Departament de Justícia es va centrar en la gràcia de Meek "Alguna vegada has violat una nena? És increïble", i compartint repetidament un vídeo que mostra la violació d'una nena.